# Agalagandi, Koppa
Agalagandi là một làng thuộc tehsil Koppa, huyện Chikmagalur, bang Karnataka, Ấn Độ.